# پنتیتو

توماسو بوشتا (با عینک آفتابی)، اولین پنتیتو مهم مافیای سیسیل ، تا دادگاه اسکورت می‌شود.

پنتیتو به معنی «توبه کار» (به ایتالیایی: Pentito) (تلفظ در ایتالیایی: [penˈtiːto] در اصطلاحات آیین دادرسی کیفری ایتالیا،  به‌صورت عامیانه برای اشاره به افرادی که پیش‌تر عضو سازمان‌های جنایی بوده‌اند و سپس تصمیم به همکاری با دادستان گرفته‌اند به کار می‌رود . این مفهوم نخست در دههٔ ۱۹۷۰ برای مقابله با تروریسم در دورهٔ موسوم به «سال‌های سربی» ایجاد شد. پس از محاکمه معروف مَکسی (۱۹۸۶-۱۹۸۷) و شهادت تومازو بوشتا، این اصطلاح بیشتر برای اعضای پیشین جنایت سازمان‌یافته به کار رفت که از گروه‌های مافیایی جدا شده و با مأموران تحقیقات همکاری کردند.

## نقش و مزایا
در ازای اطلاعاتی که ارائه می‌دهند، پنتیتی‌ها (توبه‌کاران) محکومیت‌های کوتاه‌تری برای جرائم خود دریافت می‌کنند و در برخی موارد حتی آزاد می‌شوند. در سیستم قضایی ایتالیا، پنتیتی‌ها می‌توانند از محافظت شخصی، یک نام جدید و مقداری پول برای شروع زندگی جدید در مکانی دیگر (گاهی در خارج از کشور) برخوردار شوند.
این رویه در سایر کشورها نیز رایج است. در ایالات متحده، مجرمانی که علیه همدستان پیشین خود شهادت می‌دهند، می‌توانند وارد برنامه حفاظت از شاهدان شوند و هویت جدیدی همراه با مدارک قانونی دریافت کنند.
سرکردگان مافیای ایتالیا مانند توماسو بوشتا و فرانچسکو مارینو مانوئیا اجازه یافتند، در هنگامی که ایتالیا هنوز چنین برنامه‌ای نداشت، تحت هویت‌های جدید در برنامه حفاظت از شاهدان ایالات متحده، زندگی کنند. 

## پرونده‌های برجسته
توماسو بوشتا، به عنوان اولین پنتیتی مهم، به قاضی جووانی فالکونه در شناسایی کمیسیون مافیای سیسیل (کاپولا) و کانال‌های عملیاتی مافیا کمک شایانی کرد.
موفقیت‌های کلیدی:
- همکاری پنتیتی‌ها در مبارزه با تروریسم (به ویژه بریگادهای سرخ) توسط ژنرال کارابینیه کارلو آلبرتو دالا کیسا (که بعداً توسط مافیا ترور شد)
- تا دهه ۱۹۹۰ پنتیتی‌های معدود اما تأثیرگذاری مانند بوشتا، سالواتوره کونتورنو و آنتونیو کالدرونه وجود داشتند
- از سال ۱۹۹۲، بیش از هزار مافیوزو با عدالت ایتالیا همکاری کرده‌اند
سوءاستفاده‌ها:
- مورد معروف انزو تورتورا، مجری تلویزیون که به درستی توسط پنتیتی جووانی ملوسو به ارتباط با کاموررا متهم شد
- تورتورا سال‌ها در زندان ماند و پس از تبرئه به دلیل استرس عاطفی درگذشت
پنتیتی‌های مهم مافیای سیسیل:
۱. لئوناردو ویتاله (۱۹۷۳) - اولین پنتیتی (اعترافاتش ابتدا جدی گرفته نشد)
۲. توماسو بوشتا (۱۹۸۴) - همکاری با فالکونه در محاکمه تاریخی مَکسی
۳. سالواتوره کونتورنو (۱۹۸۴) - پیروی از بوشتا
۴. لئوناردو مسینا (۱۹۹۲) - افشاگر جولیو آندره‌وتی
۵. آنتونیو جوفره (۲۰۰۲) - عضو کورلئونزی‌ها
۶. آنتونیو کالدرونه (۱۹۸۷)
۷. فرانچسکو مارینو مانونیا (۱۹۸۹) - اولین پنتیتی از جناح پیروز جنگ دوم مافیا
۸. جووانی بروسکا (۱۹۹۶) - قاتل فالکونه
۹. سانتینو دی ماتئو (۱۹۹۳) - افشاگر بمبگذاری کاپاچی
۱۰. سالواتوره کانچمی (۱۹۹۳) - از قاتلان فالکونه
۱۱. جوزپه مارکز (۱۹۹۲)
۱۲. گاسپاره موتولو (۱۹۹۲) - اولین افشاگر ارتباطات کوزا نوسترا و سیاستمداران
پنتیتی‌های مهم دیگر:
- پاسکواله بارا (کامورا)
- پاسکواله گالاسو (کامورا)
- کارمینه آلفیری (کامورا)
- کارمینه شیاوونه (کامورا)
- مائوریزیو آباتینو (باندایلا مایلیانا)
- فلیچه مانیه‌رو (مالا دل برنتا)
نکته:  پنتیتی‌ها نقش حیاتی در افشای ساختار مافیا و محکومیت رهبران آن داشته‌اند، اگرچه مواردی از سوءاستفاده نیز گزارش شده است.

## پذیرش فرهنگی
در برخی جوامع جنوب ایتالیا که مافیا حضور پررنگی دارد، پنتیتی شدن معادل حکم اعدام است. خانواده مافیایی توتو رینا در شهر کورلئون این حکم را به اعضای خانواده پنتیتی‌ها هم تعمیم می‌داد. به عنوان نمونه، بسیاری از اعضای نزدیک خانواده توماسو بوشتا در یک سری قتل‌های زنجیره‌ای به قتل رسیدند.

## نقدی بر اصطلاح "پنتیتی"
اغلب اشاره می‌شود که عبارت صحیح باید «همکاران عدالت» (به ایتالیایی: collaboratori di giustizia) باشد. واژهٔ «پنتیتو» حاوی نوعی داوری اخلاقی بوده که ارایه آن از سوی مراجع قضایی، امری نادرست و خارج از حدود صلاحیت آن‌ها تلقی می‌شود

## انتقادات به پنتیتی‌ها در ایتالیا
پنتیتی‌ها در ایتالیا به دلایل مختلفی مورد انتقاد قرار گرفته‌اند:
- دریافت امتیازات ویژه
- اختراع داستان‌های دروغین برای کسب منافع
- استفاده از این سیستم برای آزار افراد مورد نظر خود
- دیده شدن این سیستم به عنوان پاداش به جای مجازات برای مجرمان
- غیرقابل اعتماد بودن آنها به دلیل پیشینه جنایی
این انتقادات بیشتر از سوی سیاستمداران مطرح می‌شود، به ویژه زمانی که خودشان یا نزدیکانشان تحت تحقیق برای ارتباط با مافیا هستند. برخی این انتقادات را تلاشی برای بی‌اعتبار کردن شاکیان می‌دانند تا دغدغه‌ای واقعی برای حقوق شهروندی.
لوچیانو ویولانته، سیاستمدار و رئیس سابق کمیسیون ضد مافیای ایتالیا در پاسخ گفت: "ما اطلاعات درباره مافیا را از راهبه‌ها نمی‌گیریم."
قوانینی تصویب شده که دریافت مزایای قابل توجه توسط پنتیتی‌ها را منوط به ارائه اطلاعات جدید و دستیابی به نتایج ملموس کرده است. دولت فقط تا ۶ ماه پس از اعلام تمایل به همکاری می‌تواند اطلاعات را جمع‌آوری کند. این قوانین باعث کاهش تمایل به پنتیتی شدن شده، چرا که یک مافیوزو نمی‌داند اطلاعاتش برای دادستان‌ها مفید خواهد بود یا خیر. در نتیجه، تعداد پنتیتی‌ها نسبت به اوج آن در اوایل دهه ۹۰ کاهش چشمگیری یافته است.